# Ainiktozoon
Ainiktozoon loganense
Genre
Espèce
Ainiktozoon est un genre fossile énigmatique datant du Silurien et découvert en Écosse. À l'origine décrit en tant que chordé primitif, des études récentes suggèrent qu'il s'agissait en fait d'un arthropode, plus précisément un crustacé de la classe éteinte peu connue Thylacocephala.
Les seuls spécimens découverts appartiennent à l'espèce Ainiktozoon loganense. Ils proviennent de roches d'âge silurien (série du Llandovery) à Lesmahagow en Écosse. Ainiktozoon est un terme grec signifiant « animal déroutant ».
Il s'alimentait probablement en nageant tout près du fond marin plat et en y aspirant les détritus[réf. nécessaire].
Lorsqu'un prédateur s'approchait trop, il s'échappait peut-être vers le haut en expulsant violemment l'eau vers le bas au moyen de son pharynx. Quelques fossiles semblent montrer ce qui peut être un secteur plus dur sur le dessus (en bas sur le schéma) de sa bosse : ceci a pu avoir servi de protection pour le haut de sa bosse s'il frappait un surplomb de roche pendant cette fuite.

## Publication originale
- (en) D. J. Scourfield, « An Anomalous Fossil Organism, Possibly a New Type of Chordate, from the Upper Silurian of Lesmahagow, Lanarkshire--Ainiktozoon loganense, gen. et sp. nov », Proceedings of the Royal Society B, Royal Society, vol. 121, no 825,‎ 1er février 1937, p. 533-547 (ISSN 0962-8452 et 1471-2954, DOI 10.1098/RSPB.1937.0001, lire en ligne).